# فيضان كينيا 2018
في يوم 9 مايو 2018 إنهار سد باتل بالقرب من بلدة سولاي بمقاطعة ناكورو ، في وادي ريفت في كينيا بسبب الأمطار الغزيرة في المنطقة مما أسفر عن مقتل 45 شخصًا على الأقل، وقال مسؤول في الحكومة الكينية إن السد انهار بعد سقوط أمطار غزيرة أسفرت عن «دمار هائل» وأدت إلى وقوع وفيات.